# Ridolfo Brignole Sale (évêque)
Pour les articles homonymes, voir Ridolfo Brignole Sale.
Pour les autres membres de la famille, voir famille Brignole.
Ridolfo Brignole Sale, né le 22 février 1784 à Gênes et mort le 17 novembre 1832, est un évêque italien. Il appartient à l'une des plus grandes familles de la noblesse génoise.

## Biographie
Ridolfo Brignole Sale est le fils d'Antonio Giulio Brignole Sale et d'Anna Pieri. Son grand-père paternel, Ridolfo Emilio Brignole Sale, a été doge de Gênes de 1762 à 1764. Son frère cadet, Antonio Brignole Sale, diplomate et homme politique du royaume de Sardaigne, a été ambassadeur à Paris sous la monarchie de Juillet.
Il est ordonné prêtre le 31 mai 1806.
Il est nommé évêque titulaire d'Assuras (de) par le pape Pie VII le 25 mai 1818. Assuras ou Assura, ancienne ville d'Afrique proconsulaire, était le siège d'un diocèse, devenu par la suite siège titulaire (évêché in partibus).